# Calochromus perfacetus
Calochromus perfacetus är en skalbaggsart som först beskrevs av Thomas Say 1825.  Calochromus perfacetus ingår i släktet Calochromus och familjen rödvingebaggar. Inga underarter finns listade i Catalogue of Life.